# Trubač (pivo)
Trubač je pivo vyráběné společností Městský pivovar Štramberk ve Štramberku.

## Pivo

### Pivo poprvé 1359-1885
Povolení a vaření piva ve Štramberku pochází z roku 1359. Původně mohli šenkovat lidé ve 22 šenkovních domech, převážně na náměstí, později vyrostl na Štramberském náměstí pivovar. Kvůli nárůstu spotřeby piva byl v roce 1744 přestavěn na větší a v roce 1787 k němu přibyla sladovna. Původní pivovar byl zbourán v roce 1867 kvůli špatnému stavu.

### Pivo podruhé 2005-…
Ve Štramberku se pivo začalo vařit znovu až v roce 2005. Vaří se v městském pivovaru na náměstí (č.p.5)

## Výčep

### Trubač 12*
Světlý nefiltrovaný ležák plzeňského typu

### Troobacz 12*
Tmavý nefiltrovaný ležák flekovského typu